# Franziska Pigulla
Franziska Pigulla (* 6. Mai 1964 in Neuss; † 23. Februar 2019 in Berlin) war eine deutsche Schauspielerin, Nachrichtensprecherin und Synchronsprecherin. Sie wurde bekannt als deutsche Stimme von Gillian Anderson und Demi Moore. Darüber hinaus sprach sie Hörbücher ein.

## Berufliche Entwicklung
Nach dem Abitur begann sie ein Studium der Germanistik und Anglistik in Berlin. Schließlich trat sie jedoch in die Fußstapfen ihres Vaters, des Schauspielers Rainer Pigulla, und nahm in Berlin Schauspielunterricht. Nach ihrem Abschluss 1988 belegte sie weitere Schauspielkurse in London. Dort sprach sie auch für das deutsche Radioprogramm der BBC. 1990 debütierte sie in dem Film Dr. M von Claude Chabrol vor der Kamera. In der Folgezeit arbeitete sie aber vor allem als Sprecherin für diverse Fernseh- und Hörfunksender. Besonders bekannt wurde sie Mitte der 1990er Jahre als Moderatorin für den Nachrichtensender n-tv.
Daneben synchronisierte sie die US-amerikanische Schauspielerin Gillian Anderson in der deutschen Fassung der Fernsehserie Akte X – Die unheimlichen Fälle des FBI. Pigullas markante, sehr dunkle Stimme wurde dadurch gefragt. So synchronisierte sie unter anderem auch Demi Moore (Enthüllung, Ein unmoralisches Angebot), Mercedes Ruehl (Last Action Hero), Téa Leoni (Deep Impact), Sharon Stone (Begegnungen – Intersection) und Naomi Campbell. Außerdem verlieh sie auch der Videospielfigur Nicole „Nico“ Collard in der Spielereihe Baphomets Fluch ihre Stimme und wirkte als Sprecherin in Battle Isle: Der Andosia-Konflikt.
Sie gehörte zum Kreis der Sprecherinnen für Synchronisationen, Werbespots (z. B. Duckstein), Fernsehreportagen (z. B. bei Galileo, Akte – Reporter kämpfen für Sie und Autopsie – Mysteriöse Todesfälle) sowie bei Hörbuch-Produktionen. Neben ihrem Kollegen Benjamin Völz hatte sie auch Gastauftritte auf vier Alben des Musikprojekts Schiller.
Sie ist ebenfalls als Jane Collins in der Hörspielserie Geisterjäger John Sinclair zu hören und als wesentliche Sprecherin in den Hörbüchern Die Blutlinie und Der Todeskünstler von Cody McFadyen. Des Weiteren war sie Sprecherin der Hörbücher von verschiedenen Romanen Ken Folletts. Sein von ihr eingesprochener Roman Eisfieber erhielt Gold im Hörbuch-Award. Auch in der Dokumentation 9/11 Mysteries – Die Zerstörung des World Trade Centers ist ihre Stimme vertreten. Ebenfalls zu hören war Pigulla als Dr. Bedelia Du Maurier in der Fernsehserie Hannibal.
Im September 2018 wurde bekanntgegeben, dass Franziska Pigulla wegen einer Erkrankung vorerst als Sprecherin ausfalle. Sie starb am 23. Februar 2019 im Alter von 54 Jahren in Berlin. Die Beisetzung fand am 12. März 2019 auf dem Friedhof Heerstraße in Berlin-Westend statt.

## Synchronrollen (Auswahl)

### Gillian Anderson
- 1994–2003/2016–2018: als Agent Dana Scully in Akte X – Die unheimlichen Fälle des FBI (Fernsehserie)
- 1997: als Agent Dana Scully in Die Simpsons (Fernsehserie)
- 1998: als Agent Dana Scully in Akte X – Der Film
- 2006: als Sarah Merrit in Der letzte König von Schottland – In den Fängen der Macht
- 2007: als Alice Comfort in Straightheads
- 2008: als Agent Dana Scully in Akte X – Jenseits der Wahrheit
- 2011: als Pamela Thornton in Johnny English – Jetzt erst recht!
- 2012: als Kate Fletcher in Shadow Dancer
- 2012: als Kristin Jansen in Winterdieb
- 2013–2015: als Dr. Bedelia Du Maurier in Hannibal (Fernsehserie)
- 2017: als Media in American Gods (Fernsehserie)

### Famke Janssen
- 1995: als Dorothea Swann in Lord of Illusions
- 1998: als Petra in Rounders
- 2001: als Aggie Conrad in Sag’ kein Wort
- 2001–2002: als Jamie in Ally McBeal (Fernsehserie)

### Demi Moore
- 1993: als Diana Murphy in Ein unmoralisches Angebot
- 2000: als Martha Marie/'Marty’ Talridge in Tiefe der Sehnsucht

### Sean Young
- 1994: als Ltd. Louis Einhorn in Ace Ventura – Ein tierischer Detektiv
- 1997: als Annie Nilssen in The Invader – Killer aus einer anderen Welt

### Bebe Neuwirth
- 1996: als Camille Scott in Wer ist Mr. Cutty?
- 1999: als Ada Kurtzman in Liberty Heights

### Tara Fitzgerald
- 2016: als Mrs. Shea in Legend
- 2014: Tara Fitzgerald als Maria de Medici in Die Musketiere (Fernsehserie)

### Filme
- 1990: Julianne Moore als Susan in Geschichten aus der Schattenwelt
- 1994: Elina Löwensohn als Diana Reiter in Schindlers Liste
- 1996: Beverly D’Angelo als Dolly Green in Auge um Auge
- 1999: Saffron Burrows als Dr. Susan McAlester in Deep Blue Sea
- 2001: Claudia Christian als Helga Katrina Sinclair in Atlantis – Das Geheimnis der verlorenen Stadt
- 2002: Lara Flynn Boyle als Serleena in Men in Black II
- 2005: Felicity Huffman als Stanley ‘Bree’ Osbourne in Transamerica
- 2009: Kristen Johnston als Deb in Bride Wars – Beste Feindinnen

### Serien
- 1982: Tyne Daly als Melissa Cummings in Lou Grant
- 1993: Melinda Clarke als Angel Alexander in Jake und McCabe – Durch dick und dünn
- 1993–1996: Park Overall als Laverne Todd in Harrys Nest
- 1993–1996: Venus Terzo als Breezie in Sonic der irre Igel
- 1994: Tammy MacIntosh als Annie Rogers in Die fliegenden Ärzte
- 1996: Gretchen Corbett als Christine Richards in Magnum
- 1997–1998 Robia LaMorte als Jenny Calendar in Buffy – Im Bann der Dämonen
- 2013–2014: Sakina Jaffrey als Linda Vasquez in House of Cards
- 2016: Maruschka Detmers als Generalsekretärin Sabine Avery in Marseille

### Videospiele
- 1995: Maggie Robbins in The Dig
- 1996: E.V.E (Bordcomputer) in Hellbender
- 1996–2006: Nicole Collard in Baphomets Fluch (Teil 1 bis 4)
- 2000: Computerstimme in Battle Isle: Der Andosia-Konflikt
- 2004: Stimme der Vampirin in Sacred
- 2005: Kim in Cold Winter
- 2013: Crysis 3 Tutorial (Nanosuit Trainings-Simulation)

## Voice Over / Off-Stimme (Auswahl)
- 1998–2009: Galileo (Fernsehsendung, Pro 7)
- 1998: Future Fantastic (Fernsehdokumentation in 5 Teilen, Pro 7)
- 1999–2009: Schiller (Musikprojekt)
- 2001–2009: Autopsie – Mysteriöse Todesfälle (Fernsehsendung, RTL II)
- 2006: 9/11 Mysteries – Die Zerstörung des World Trade Centers (Fernsehdokumentation)
- 2008–2009: Akte – Reporter kämpfen für Sie! (Fernsehsendung, SAT.1)
- 2009: Hinterkaifeck – Die wahre Geschichte hinter Tannöd (45-minütige Fernsehdokumentation von Kurt K. Hieber, ZDF & Pro7 Co-Produktion)[5]
- 2013: The Suspects – Wahre Verbrechen[6] (Fernsehdokumentation in 8 Teilen, RTL II)
- 2017: Total Eclipse: Die Geheimnisse der Sonnenfinsternis (53-minütige Fernsehdokumentation von Martin Gorst, N24)[7]

## Hörspiele (Auswahl)
- 1991: Simone Schneider: Lullaby (Stimme) – Regie: Martin Daske (Hörspiel, BR)
- 2000–2018: Jason Dark: Geisterjäger John Sinclair (Stimme, Jane Collins) – Regie: Oliver Döring bzw. Dennis Ehrhardt (Hörspielserie, Lübbe Audio)
- 2017: Joe Harris, Chris Carter, Dirk Maggs: Akte X: Cold Cases – Die komplette 1. Staffel (Stimme, Dana Scully) – Regie: William Dufris (Audible Studios)[8][9]

## Hörbücher (Auswahl)
- 1990: Patricia Cornwall: Flucht
- 2005: Ken Follett: Die Kinder von Eden, Lübbe Audio, ISBN 978-3-404-77027-4.
- 2005: Ken Follett: Eisfieber, Lübbe Audio, ISBN 978-3-7857-5653-9. (DE: Gold (Hörbuch-Award))[10]
- 2006: Cody McFadyen: Die Blutlinie, Lübbe Audio ISBN 978-3-7857-3207-6
- 2007: Cody McFadyen: Der Todeskünstler, Lübbe Audio ISBN 978-3-7857-3412-4
- 2007: Stephen King: Das Mädchen, Lübbe Audio, ISBN 978-3-8387-6103-9. (DE: Platin (Hörbuch-Award))
- 2008: Cody McFadyen: Das Böse in uns, Audio Media Verlag ISBN 978-3-86804-571-0
- 2008: Stefanie Zweig: Nirgendwo in Afrika, LangenMüller, ISBN 978-3-7844-4006-4.
- 2012: Stephen King: Carrie, Lübbe Audio, ISBN 978-3-7857-4605-9.
- 2015: Kevin J. Anderson: Akte X – Die unheimlichen Fälle des FBI: Ruinen, Lübbe Audio, ISBN 978-3-7857-5277-7.